# Psilocybe silvatica
Psilocybe silvatica är en svampart som tillhör divisionen basidiesvampar, och som först beskrevs av Peck, och fick sitt nu gällande namn av Rolf Singer och Alexander Hanchett Smith. Psilocybe silvatica ingår i släktet slätskivlingar, och familjen Strophariaceae. Arten är reproducerande i Sverige.

## Bildgalleri

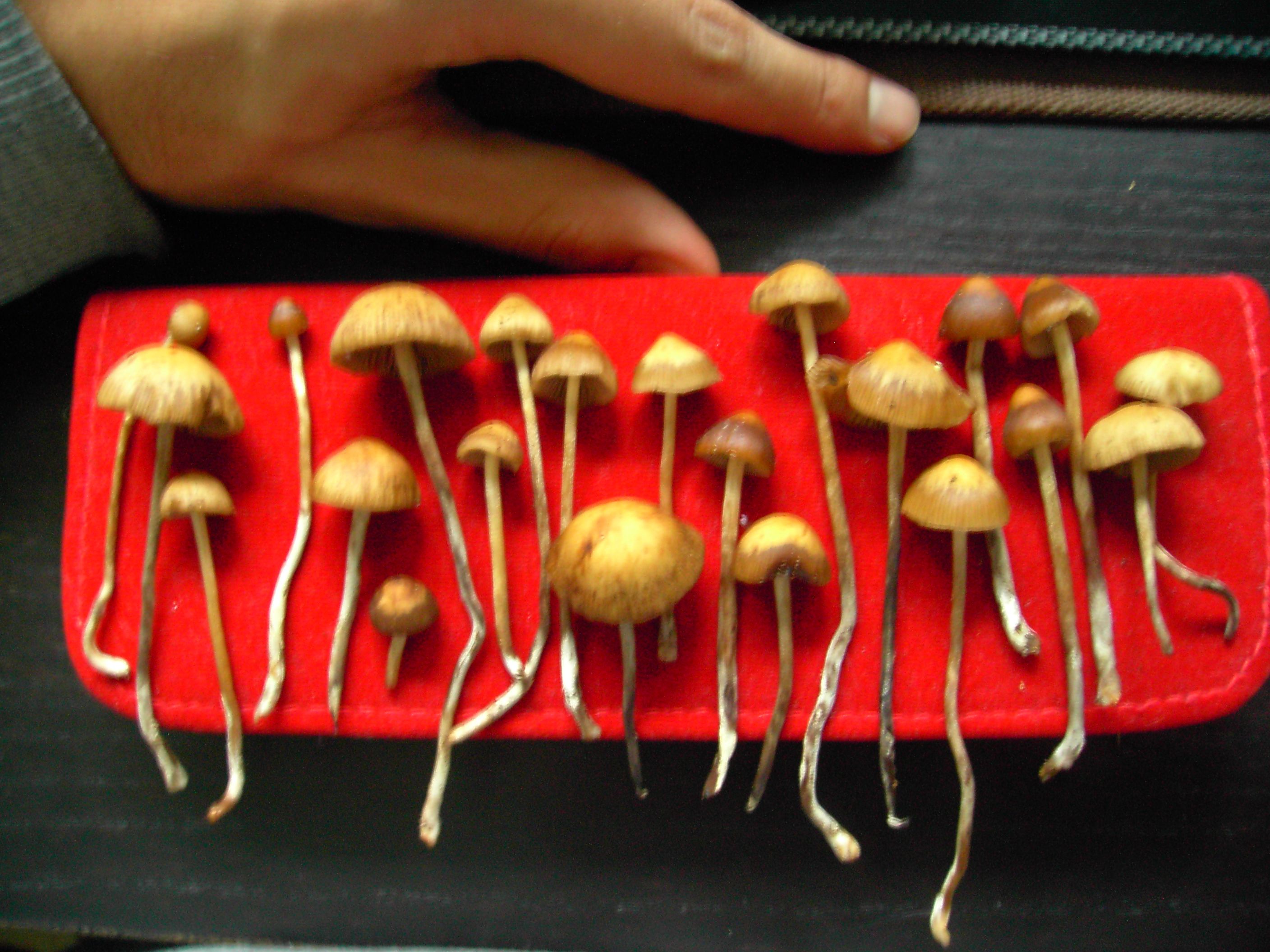